# Jihomoravský krajský přebor 1980/1981
V soubojích 21. ročníku Jihomoravského krajského přeboru 1980/81 (jedna ze skupin 4. fotbalové ligy) se utkalo 16 týmů každý s každým dvoukolovým systémem podzim–jaro. Tento ročník začal v srpnu 1980 a skončil v červnu 1981.
Byl to poslední ročník ve čtvrtoligové historii Jihomoravského krajského přeboru (1965/66 – 1968/69, 1977/78 – 1980/81). Po sezoně byla provedena reorganizace nižších soutěží, Jihomoravský krajský přebor je od sezony 1981/82 až dosud jednou ze skupin 5. nejvyšší soutěže.

## Nové týmy v sezoně 1980/81
- Z Divize D 1979/80 sestoupila do Jihomoravského krajského přeboru mužstva TJ Veselí nad Moravou a TJ Fatra Napajedla.
- Ze skupin I. A třídy Jihomoravského kraje 1979/80 postoupila mužstva TJ ŽĎAS Žďár nad Sázavou (vítěz skupiny A)[1] a TJ JZD Slušovice (vítěz skupiny B).

## Konečná tabulka
Zdroj: 
| Poř. | Tým                          | Z  | V  | R  | P  | VG | OG | B  |
| ---- | ---------------------------- | -- | -- | -- | -- | -- | -- | -- |
| 1.   | TJ JZD Slušovice (N)         | 30 | 18 | 6  | 6  | 63 | 27 | 42 |
| 2.   | TJ Jiskra Kyjov              | 30 | 17 | 7  | 6  | 59 | 32 | 41 |
| 3.   | VTJ Kroměříž                 | 30 | 14 | 9  | 7  | 47 | 38 | 37 |
| 4.   | TJ Baník Ratíškovice         | 30 | 14 | 6  | 10 | 50 | 46 | 34 |
| 5.   | TJ OP Prostějov              | 30 | 12 | 9  | 9  | 42 | 34 | 33 |
| 6.   | TJ Spartak Jihlava           | 30 | 12 | 6  | 12 | 54 | 46 | 30 |
| 7.   | TJ Veselí nad Moravou (S)    | 30 | 11 | 8  | 11 | 56 | 58 | 30 |
| 8.   | TJ Sokol Kostice             | 30 | 9  | 11 | 10 | 41 | 43 | 29 |
| 9.   | TJ ŽĎAS Žďár nad Sázavou (N) | 30 | 10 | 7  | 13 | 50 | 53 | 27 |
| 10.  | TJ Spartak ČKD Blansko       | 30 | 9  | 9  | 12 | 30 | 39 | 27 |
| 11.  | TJ Modeta Jihlava            | 30 | 9  | 9  | 12 | 39 | 50 | 27 |
| 12.  | TJ Sokol Lanžhot             | 30 | 10 | 6  | 14 | 45 | 50 | 26 |
| 13.  | TJ Baník Dubňany             | 30 | 9  | 8  | 13 | 39 | 50 | 26 |
| 14.  | TJ Moravská Slavia Brno      | 30 | 10 | 6  | 14 | 39 | 56 | 26 |
| 15.  | TJ Spartak MEZ Brumov        | 30 | 10 | 5  | 15 | 40 | 49 | 25 |
| 16.  | TJ Fatra Napajedla (S)       | 30 | 10 | 0  | 20 | 31 | 54 | 20 |

Poznámky:
- Z = Odehrané zápasy; V = Vítězství; R = Remízy; P = Prohry; VG = Vstřelené góly; OG = Obdržené góly; B = Body; (S) = Mužstvo sestoupivší z vyšší soutěže; (N) = Mužstvo postoupivší z nižší soutěže (nováček)

|  | Postup do Divize D 1981/82                               |
|  | Sestup do skupin I. A třídy Jihomoravského kraje 1981/82 |